# Geovanni Deiberson Maurício Gómez
Geovanni Deiberson Maurício Gómez, més conegut com a Geovanni, (nascut l'11 de gener de 1980) és un exfutbolista brasiler.
Se l'utilitza principalment com a centrecampista ofensiu, però pot jugar també com a davanter per les dues bandes. Va jugar al FC Barcelona la temporada 2001-2002 i 2002-2003, després de les quals fou cedit al Benfica.

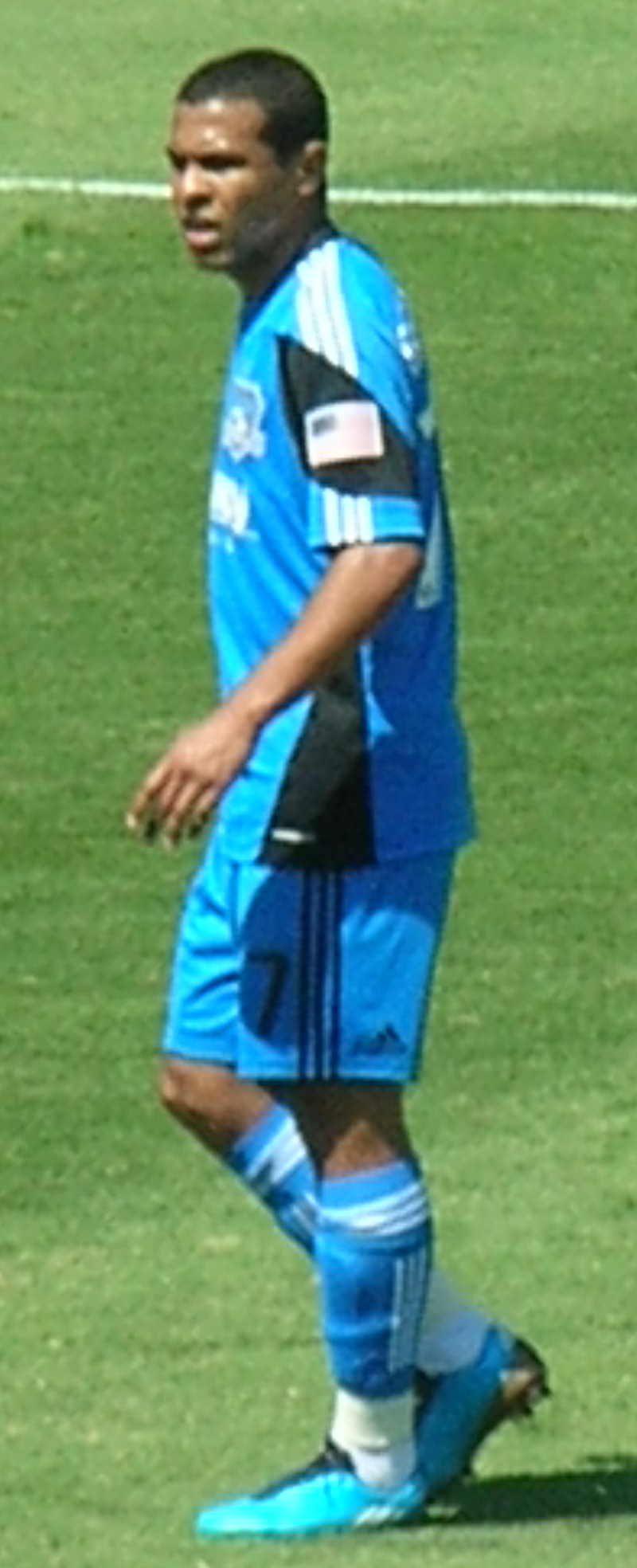
Geovanni